# Philipp Scheidemann
Philipp Heinrich Scheidemann, född 26 juli 1865 i Kassel, död 29 november 1939, tysk journalist och politiker (SPD). Han var Weimarrepublikens första rikskansler februari–juni 1919.

## Biografi
Scheidemann började sin karriär som journalist men blev engagerad i politiken kring sekelskiftet och valdes in i den tyska riksdagen för socialdemokraterna år 1903. Han gjorde snabb karriär och var redan innan första världskrigets utbrott en av de tyska socialdemokraternas viktigaste ledare. Scheidemann stödde första världskriget, men var en av de mera kompromissvilliga av de tyska politikerna när det gällde att försöka åstadkomma fred. 1918 släpptes socialdemokraterna in i regeringen för första gången, i prins Max av Badens regering, och Scheidemann blev då konsultativt statsråd.
I november 1918, efter vapenstilleståndet, abdikerade kaisern Vilhelm II av Tyskland i avsikt att lämna tronen ledig för ett av sina barn eller barnbarn, och interimsregeringen ledd av socialdemokraten Friedrich Ebert hade också för avsikt att inrätta en konstitutionell monarki under huset Hohenzollern. Men Scheidemann, som var orolig för en revolution i Berlin, utropade helt på eget bevåg den tyska republiken, som senare skulle komma att bli känd som Weimarrepubliken, från en balkong på den tyska riksdagsbyggnaden.
I februari 1919 fick den nyfödda republiken en konstitution. Socialdemokraten Friedrich Ebert utnämndes till rikspresident och Scheidemann blev rikskansler i en koalitionsregering mellan socialdemokraterna, Centrumpartiet och liberalerna (Tyska demokratiska partiet). Scheidemann skulle dock avgå redan i juni i protest mot Versaillesfördragets villkor.
Efter att ha avgått som rikskansler var Scheidemann borgmästare i Kassel 1920–1925 varpå han återigen valdes in i riksdagen för socialdemokraterna. 1933, efter Adolf Hitlers utnämning till rikskansler, valde han att lämna Tyskland, och han slog sig ned i Danmark. Han avled strax efter andra världskrigets utbrott.